# Eiskunstlauf-Europameisterschaften 1960
Die 52. Eiskunstlauf-Europameisterschaften fanden vom 4. bis 7. Februar 1960 in Garmisch-Partenkirchen statt.

## Ergebnisse

### Herren
| Platz | Sportler              | Land                   | Punkte |
| ----- | --------------------- | ---------------------- | ------ |
| 1     | Alain Giletti         | Frankreich             | 11     |
| 2     | Norbert Felsinger     | Österreich             | 20     |
| 3     | Manfred Schnelldorfer | BR Deutschland         | 31     |
| 4     | Alain Calmat          | Frankreich             | 30     |
| 5     | Tilo Gutzeit          | BR Deutschland         | 43     |
| 6     | Peter Jonas           | Österreich             | 61     |
| 7     | David Clements        | Vereinigtes Königreich | 62     |
| 8     | Lew Michailow         | Sowjetunion            | 78     |
| 9     | Knoel Jölberg         | Norwegen               | 85     |
| 10    | Robin Jones           | Vereinigtes Königreich | 81     |
| 11    | Hubert Knopfler       | Schweiz                | 103    |
| 12    | Heinrich Podhajsky    | Österreich             | 112    |
| 13    | François Pache        | Schweiz                | 130    |
| 14    | Pavel Fohler          | Tschechoslowakei       | 137    |
| 15    | Bodo Bockenauer       | DDR                    | 133    |
| 16    | Henryk Hanzel         | Polen                  | 138    |
| 17    | Sergio Brosio         | Italien                | 147    |
| 18    | Michael Flebbe        | DDR                    | 153    |
| 19    | Waleri Meschkow       | Sowjetunion            | 155    |
| 20    | Raymund Wiklander     | Schweden               | 180    |

Der zweifache Europameister Karol Divín (ČSR) trat wegen einer Muskelverletzung, die er im Training erlitten hatte, nicht an.
Punktrichter:
- Hans Meixner  Österreich
- E. Skakala  Tschechoslowakei
- J. Donnier  Frankreich
- W. Stanek  BR Deutschland
- Pamela Davis  Vereinigtes Königreich
- M. Verdi  Italien
- Christen Christensen  Norwegen
- J. Creux  Schweiz
- Tatiana Tolmacheva  Sowjetunion

### Damen
| Platz | Sportlerin         | Land                   | Punkte |
| ----- | ------------------ | ---------------------- | ------ |
| 1     | Sjoukje Dijkstra   | Niederlande            | 9      |
| 2     | Regine Heitzer     | Österreich             | 20     |
| 3     | Joan Haanappel     | Niederlande            | 28     |
| 4     | Karin Frohner      | Österreich             | 46     |
| 5     | Jana Mrázková      | Tschechoslowakei       | 46     |
| 6     | Anna Galmarini     | Italien                | 56     |
| 7     | Patricia Pauley    | Vereinigtes Königreich | 65     |
| 8     | Jindra Kramperová  | Tschechoslowakei       | 80     |
| 9     | Anne Reynolds      | Vereinigtes Königreich | 91     |
| 10    | Nicole Hassler     | Frankreich             | 86     |
| 11    | Dany Rigoulot      | Frankreich             | 93     |
| 12    | Carolyn Krau       | Vereinigtes Königreich | 123    |
| 13    | Jitka Hlaváčková   | Tschechoslowakei       | 116    |
| 14    | Carla Tichatschek  | Italien                | 121    |
| 15    | Bärbel Martin      | BR Deutschland         | 140    |
| 16    | Hella Henneis      | Österreich             | 160    |
| 17    | Fränzi Schmidt     | Schweiz                | 153    |
| 18    | Helga Zöllner      | Ungarn                 | 160    |
| 19    | Ursel Barkey       | BR Deutschland         | 167    |
| 20    | Liliane Crosa      | Schweiz                | 177    |
| 21    | Ann Margret Frei   | Schweiz                | 179    |
| 22    | Yvette Busieau     | Belgien                | 194    |
| 23    | Edda Jurek         | Ungarn                 | 205    |
| 24    | Tatjana Nemzowa    | Sowjetunion            | 212    |
| 25    | Karin Dehle        | Norwegen               | 223    |
| 26    | Heidemarie Steiner | DDR                    | 223    |
| 27    | Tamara Bratus      | Sowjetunion            | 242    |
|       | Ina Bauer          | BR Deutschland         | Z      |

- Z = Zurückgezogen

Punktrichter:
- Oskar Madl  Österreich
- E. Skakala  Tschechoslowakei
- J. Donnier  Frankreich
- W. Stanek  BR Deutschland
- P. L. Barrajo  Vereinigtes Königreich
- Z. Balázs  Ungarn
- M. Verdi  Italien
- C. Benedict-Stieber  Niederlande
- R. Steinmann  Schweiz

### Paare
| Platz | Sportler                              | Land             | Punkte |
| ----- | ------------------------------------- | ---------------- | ------ |
| 1     | Marika Kilius / Hans-Jürgen Bäumler   | BR Deutschland   | 10     |
| 2     | Nina Schuk / Stanislaw Schuk          | Sowjetunion      | 13     |
| 3     | Margret Göbl / Franz Ningel           | BR Deutschland   | 20     |
| 4     | Ljudmila Beloussowa / Oleg Protopopow | Sowjetunion      | 30     |
| 5     | Hana Dvořáková / Karol Vosatka        | Tschechoslowakei | 34,5   |
| 6     | Marie Hezinová / Karel Janouch        | Tschechoslowakei | 47     |
| 7     | Diana Hinko / Heinz Döpfl             | Österreich       | 52     |
| 8     | Margit Senf / Peter Göbel             | DDR              | 56     |
| 9     | Gerda Johner / Ruedi Johner           | Schweiz          | 57,5   |
| 10    | Tatjana Schuk / Alexander Gawrilow    | Sowjetunion      | 65     |
| 11    | Rita Blumenberg / Werner Mensching    | BR Deutschland   | 77     |

Punktrichter:
- E. Kucharz  Österreich
- E. Skakala  Tschechoslowakei
- E. Bauch  Deutsche Demokratische Republik
- A. Walker  BR Deutschland
- J. Metlewicz  Polen
- J. Creux  Schweiz
- Tatiana Tolmacheva  Sowjetunion

### Eistanz
| Platz | Sportler                               | Land                   | Punkte |
| ----- | -------------------------------------- | ---------------------- | ------ |
| 1     | Doreen Denny / Courtney Jones          | Vereinigtes Königreich | 7      |
| 2     | Christiane Guhel / Jean Paul Guhel     | Frankreich             | 14     |
| 3     | Mary Parry / Roy Mason                 | Vereinigtes Königreich | 23     |
| 4     | Rita Paucka / Peter Kwiet              | BR Deutschland         | 33     |
| 5     | Ann Gross / Francis Williams           | Vereinigtes Königreich | 35     |
| 6     | Elly Thal / Hannes Burkhardt           | BR Deutschland         | 41     |
| 7     | Eva Romanová / Pavel Roman             | Tschechoslowakei       | 45     |
| 8     | Armelle Flichy / Pierre Brun           | Frankreich             | 58     |
| 9     | Margot Nissen / Gerhard Mayer          | BR Deutschland         | 69     |
| 10    | Olga Gilardi / Germano Ceccattini      | Italien                | 71     |
| 11    | Annick de Trentinian / Jacques Mer     | Frankreich             | 75     |
| 12    | Ludovica Boccacci / Gianfranco Canepa  | Italien                | 81     |
| 13    | Györgyi Korda / Pál Vásárhelyi         | Ungarn                 | 88     |
| 14    | Helga Michlmaier / Gerald Felsinger    | Österreich             | 95     |
|       | Catharina Odink / Jacobus Odink        | Niederlande            | Z      |
|       | Elzbieta Zdankiewicz / Emanuel Koczyba | Polen                  | Z      |

- Z = Zurückgezogen

Punktrichter:
- E. Kucharz  Österreich
- E. Skakala  Tschechoslowakei
- J. Meudec  Frankreich
- Hermann Schiechtl  BR Deutschland
- P. Barrajo  Vereinigtes Königreich
- G. Bozetti  Italien
- Z. Balázs  Ungarn